# Les Fantômes de Sodome
Pour plus de détails, voir Fiche technique et Distribution.
Les Fantômes de Sodome (Il fantasma di Sodoma) est un film italien réalisé par Lucio Fulci directement sorti en vidéo en 1988.

## Synopsis
Des jeune gens font face aux spectres criminelles de la second guerre mondiale.

## Fiche technique
Sauf indication contraire, les informations mentionnées dans cette section peuvent être confirmées par la base de données cinématographiques IMDb,  présente dans la section « Liens externes ».
- Titre français : Les Fantômes de Sodome[2]
- Titre original : Il fantasma di Sodoma
- Réalisateur : Lucio Fulci
- Assistant réalisateur : Michele de Angelis
- Scénario : Lucio Fulci, Carlo Alberto Alfieri
- Photographie : Silvano Tessicini
- Montage : Vincenzo Tomassi (it)
- Musique : Carlo Maria Cordio
- Décors : Franco Vanorio
- Trucages : Giuseppe Ferranti
- Effets spéciaux : Luca Vagni
- Producteur : Luigi Nannerini, Antonino Lucidi
- Société de production : Alpha Cinematografica
- Pays de production :  Italie
- Langue de tournage : italien
- Format : Couleurs - Son mono - 35 mm
- Durée : 84 minutes
- Genre : d'horreur
- Dates de sortie :
  - Italie : 1988
- Interdit aux moins de 12 ans

## Distribution
- Claudio Aliotti : Paul
- Maria Concetta Salieri : Celine
- Robert Egon (it) : Willy
- Luciana Ottaviani (it) : Marie
- Teresa Razzaudi : Annie
- Sebastian Harrison : Jean
- Joseph Alan Johnson : Marc
- Zora Kerowa (it) : la succube
- Al Cliver : l'homme ivre